# Van Voorst tot Voorst

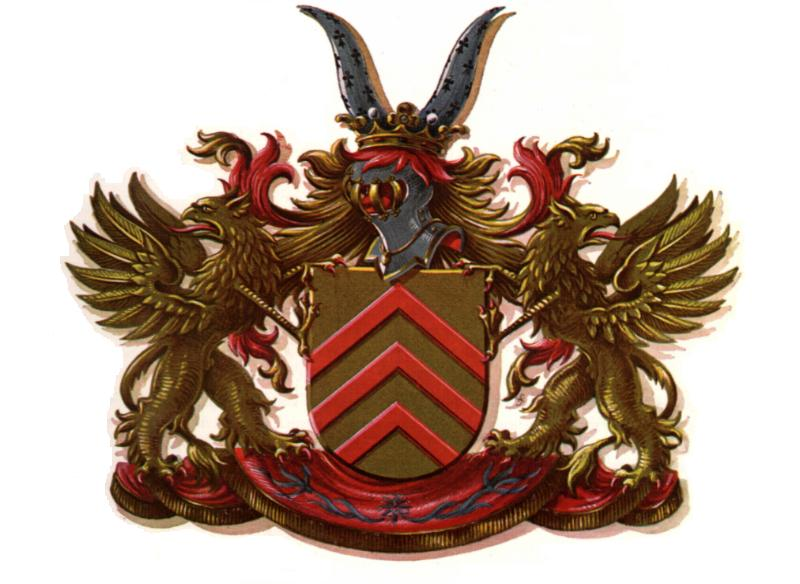
Das Familienwappen des Geschlechtes Van Voorst tot Voorst

Van Voorst tot Voorst ist der Name eines uradeligen Adelsgeschlechtes aus der heutigen niederländischen Provinz Overijssel.

## Geschichte
In männlicher Linie entstammt das heutige Geschlecht Van Voorst tot Voorst von dem zwischen 1231 und 1245 genannten Ritter Evert van Heeckeren aus dem Haus Heeckeren ab. Der erste Namensträger, Herman van Voorst, wurde im Jahre 1252 vermeldet. Durch die Hochzeit seines Nachfahren Frederik van Heeckeren van der Eze († 1386) mit Lutgardis van Voorst kam der Name Van Voorst in die Familie Van Voorst tot Voorst zurück. Die Grafen von Rechteren-Limpurg entstammen ebenfalls aus der männlichen Linie von Frederik van Heeckeren van der Eze ab. Der Name Voorst rührt wahrscheinlich von dessen „Kasteel Voorst“, das im Jahr 1363 durch den Fürstbischof von Utrecht, Jan van Arkel, vernichtet wurde. In dieser Zeit stand die Raubritterfamilie Van Voorst in lange andauernden Auseinandersetzungen mit den IJsselstädten.
In der Periode der Republik der Vereinigten Provinzen der Niederlande schlugen die Mehrzahl der katholischen Familienmitglieder eine militärische Laufbahn ein. Im 19. und 20. Jahrhundert erfüllten zahlreiche Personen des Geschlechts wichtige Verwaltungsposten in diversen Ministerien, so zum Beispiel Baron Jan Joseph Godfried van Voorst tot Voorst, der während des Zweiten Weltkriegs niederländischer Militäroberkommandierender war.

## Personen
- Transisalanus Adolphus Baron van Voorst tot Hagenvoorde van Bergentheim (1651–1707), niederländischer Edelmann, oranischer Höfling und Politiker, Herr der Hohen Herrlichkeit Jaarsveld